# Horornis haddeni
El cetia odedi (Horornis haddeni) es una especie de ave paseriforme de la familia Cettiidae endémica de la isla de Bougainville. Fue descubierto y descrito científicamente en 2006.

## Distribución y hábitat
Se encuentra únicamente en las montañas de la isla de Bougainville, en el norte del archipiélago de las islas Salomón y perteneciente a Papúa Nueva Guinea. Su estado de conservación se evaluó por primera vez en la Lista Roja de la UICN en 2008, clasificándose como especie casi amenazada.